# Isham Jones
Isham Jones (Coalton, 31 januari 1894 - Hollywood, Florida, 19 oktober 1956) was een Amerikaanse bigband-leider, saxofonist, bassist en componist. In de jaren twintig en vroege jaren dertig leidde hij een van de meest populaire dansorkesten. Hij componeerde onder andere "It Had To Be You" en "The One I Love Belongs to Somebody Else".

## Biografie
Jones werkte als kind in de kolenmijnen, waar hij blinde ezels de mijnen binnenleidde. Na een ongeluk veroorzaakt te hebben, besloot hij de muziek in te gaan. Hij kon viool spelen en schreef al als jongen liedjes. Toen hij achttien was had hij een eigen band. In 1915 ging hij naar Chicago, wat vele jaren zijn thuisbasis was. Na een korte diensttijd tijdens de Eerste Wereldoorlog werd hij saxofonist in een plaatselijk dansorkest en op een gegeven moment werd hij ook de leider. In Chicago speelde hij in Rainbow Gardens en, van 1922 tot 1925, in College Inn in het Sherman Hotel. Ook maakte hij in die periode platen. Vanaf 1920 nam hij op voor Brunswick Records, waaronder de grote hit Wabash Blues die 6 weken op nummer 1 in de Amerikaanse hitlijsten stond. Zijn platen hadden veel succes en bevestigden de reputatie van zijn orkest als een van de populairste bands van die tijd. Ook begeleidde hij tijdens opnames Al Jolson en Marion Harris.

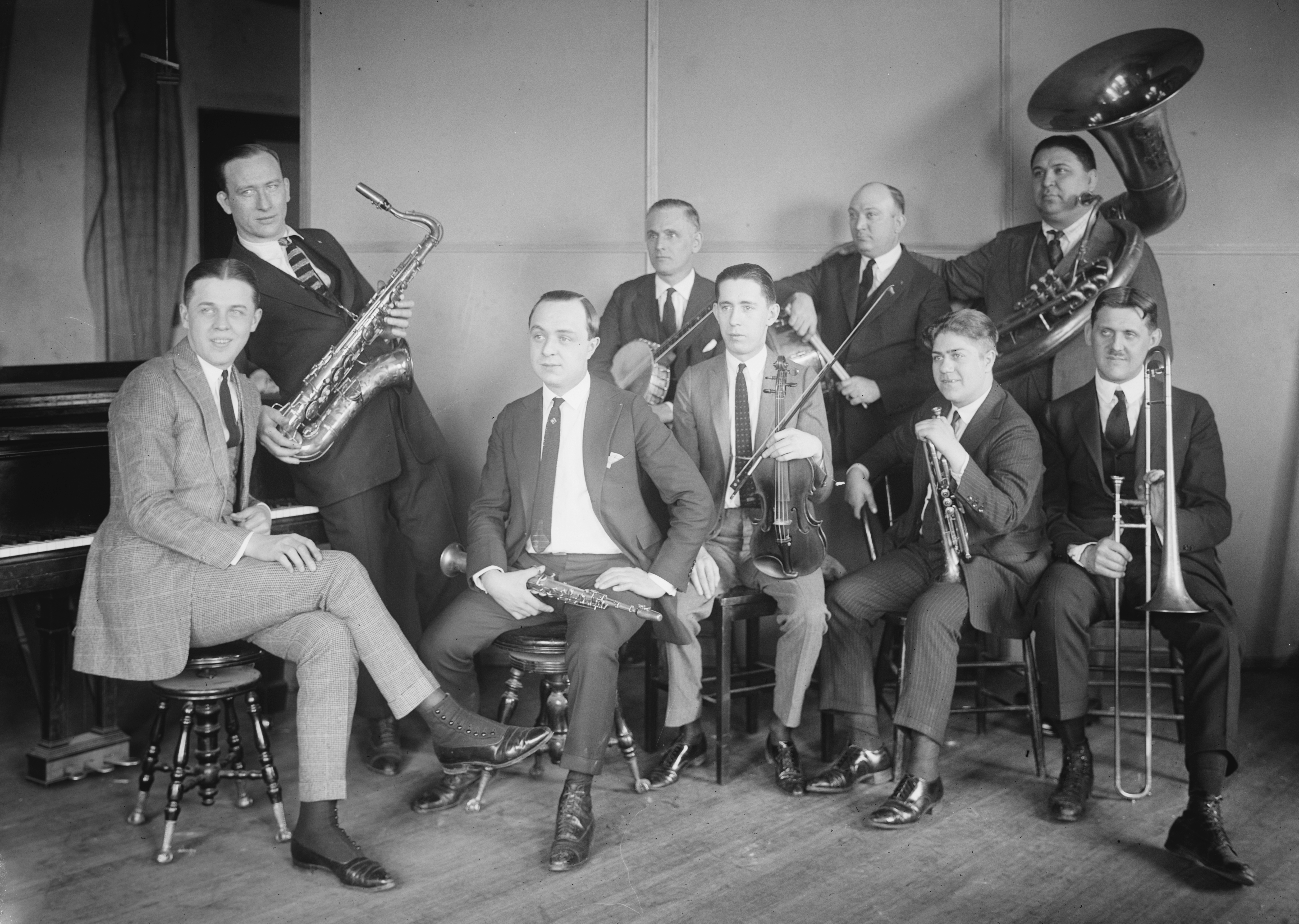
Isham Jones met zijn orkest, jaren twintig

In de periode oktober 1927-juni 1929 nam Jones niet op, onder meer vanwege een reorganisatie van zijn groep, maar daarna was hij weer terug met platen. Deze hadden vaak ongebruikelijke arrangementen, onder meer van de hand van Gordon Jenkins. In die jaren had hij verschillende zangers in zijn orkest, zoals Eddie Stone, Frank Sylvano en, vanaf 1932, zijn violist Joe Martin. Ook maakte zijn band in april 1932 enkele opnames met een jonge Bing Crosby, die toen nog 'jazz' zong.
In augustus 1932 veranderde Jones van platenmaatschappij: hij ging nu platen opnemen voor Victor (het latere RCA), onder meer met het zangtrio Three X Sisters. Deze platen laten een combinatie horen van jazz en vroege swing-muziek, volgens critici behoren ze met hun arrangementen tot de beste commerciële dansplaten uit die tijd van de Depressie. In juli 1934 tekende hij bij Decca, waar hij tot 1936 zou blijven. Hij behoorde tot de eersten die voor dat label opnam. In 1936 stopte Isham met het leiden van de band, voornamelijk om gezondheidsredenen, en zijn orkest werd 'overgenomen' door bandlid Woody Herman-deze groep zou bekend worden als Woody Hermans Herd. In de periode 1937-1938 had Jones toch weer een nieuwe band, waarmee hij opnam voor kleine platenlabels. In de jaren veertig verbleef Jones op zijn kippen-boerderij, maar af en toe maakte hij nog korte tournees met gelegenheidsgroepen. In 1955 verhuisde hij naar Hollywood in de staat Florida, waar hij een jaar later overleed aan de gevolgen van kanker.
Jones schreef meer dan honderd liedjes, waarvan sommigen als standard gelden, zoals ""I'll See You In My Dreams" 
(1924), "Swinging Down the Lane" en "There Is No Greater Love" (1936).
In zijn bands speelden onder meer Roy Bargy, Pee Wee Erwin, Al Gallodoro, Joe Bishop, Jack Jenney, Frankie Trumbauer, Benny Goodman (slechts zeer kort) en Bix Beiderbecke (als student).

## Trivia
- Isham Jones was een van de eersten die een song schreef met het woord 'jazz' in de titel ("That's Jaz!", gecomponeerd met Ole Olsen)
- Jones omschreef zijn muziek als 'dansmuziek' en niet als 'jazz'
- Zijn herkenningsmelodie was "You're Just A Dream Come True"

## Discografie (selectie)
- Swingin' Down The Lane, ASV/Living Era, 2005
- 1922-1926, Timeless, 2000
- Song of the Blues 1923-1932, Rivermont, 2008
- 1929-1934, Jazz Oracle, 2008

- Bibsys: 3000311
- Biblioteca Nacional de España: XX1469905
- Bibliothèque nationale de France: cb13895729p (data)
- Gemeinsame Normdatei: 119379627
- International Standard Name Identifier: 0000 0000 8139 7425
- Library of Congress Control Number: n81097891
- Nationale Bibliotheek van Letland: 000068897
- MusicBrainz: b079bfa4-e713-457d-80df-2bd3ea900144
- Bibliotheek van het Japanse parlement: 001171278
- Nationale Bibliotheek van Tsjechië: ola2002158447
- Nationale bibliotheek van Australië: 35372566
- Nationale Bibliotheek van Israël: 987007375438405171
- Nationale Bibliotheek van Polen: a0000003522757
- Nederlandse Thesaurus van Auteursnamen: 260315370
- Réseau des bibliothèques de Suisse occidentale: 02-A022761520
- Istituto Centrale per il Catalogo Unico: LO1V326323
- SNAC: w6rf740f
- Système universitaire de documentation: 156510375
- Trove: 929619
- Virtual International Authority File: 59892949
- WorldCat: E39PBJtmwHpVtCkCG9R4CKBpT3